# Neues von Gott
Neues von Gott ist das vierte Soloalbum des deutschen Rappers Favorite. Es erschien am 23. Januar 2015 über die Düsseldorfer Plattenfirma Selfmade Records. Der Vertrieb erfolgt über Universal Music.

## Hintergrund
Nach Veröffentlichung seines Albums Christoph Alex im Frühjahr 2011 verstärkte sich Favorites Drogenabhängigkeit, die sich laut eigener Aussage über zwei Jahre zuspitzte. Zudem kam es zur Trennung von seiner Lebensgefährtin. Aufgrund des Drogenkonsums ließ sich Favorite schließlich in die Psychiatrie einweisen. Dadurch nahm er über einen längeren Zeitraum keine Musik auf. Zudem unterbrach Favorite seine künstlerische Tätigkeit, da er zunächst Dinge erleben wollte, die er textlich verarbeiten kann. Auf diese Weise versuche er die stetige Wiederholung zu umgehen. Auch das zuvor verdiente Geld sorgte dafür, dass der Rapper keine Ambitionen hatte, Songs aufzunehmen. Sein Label Selfmade Records habe ihn aufgrund der langjährigen Verbundenheit und Investitionen in die Karriere Favorites nicht fallen gelassen.
Im Zuge der Albumproduktion entstanden Stücke mit Kollegah und 257ers, die ebenfalls vertraglich an Selfmade Records gebunden sind, sowie Jason und Luthifah. In einem Interview erklärte Favorite, dass er zeitgleich mit Luthifah als Rapper begonnen habe. Zum damaligen Zeitpunkt habe ihn Luthifah motiviert, Hip-Hop-Musik aufzunehmen. Durch die Zusammenarbeit wolle er nun im Gegenzug Luthifah motivieren. Am 23. Oktober 2014 erfolgte die Ankündigung der Album-Veröffentlichung. Ende Dezember wurde die Titelliste bekannt gegeben.

## Titelliste

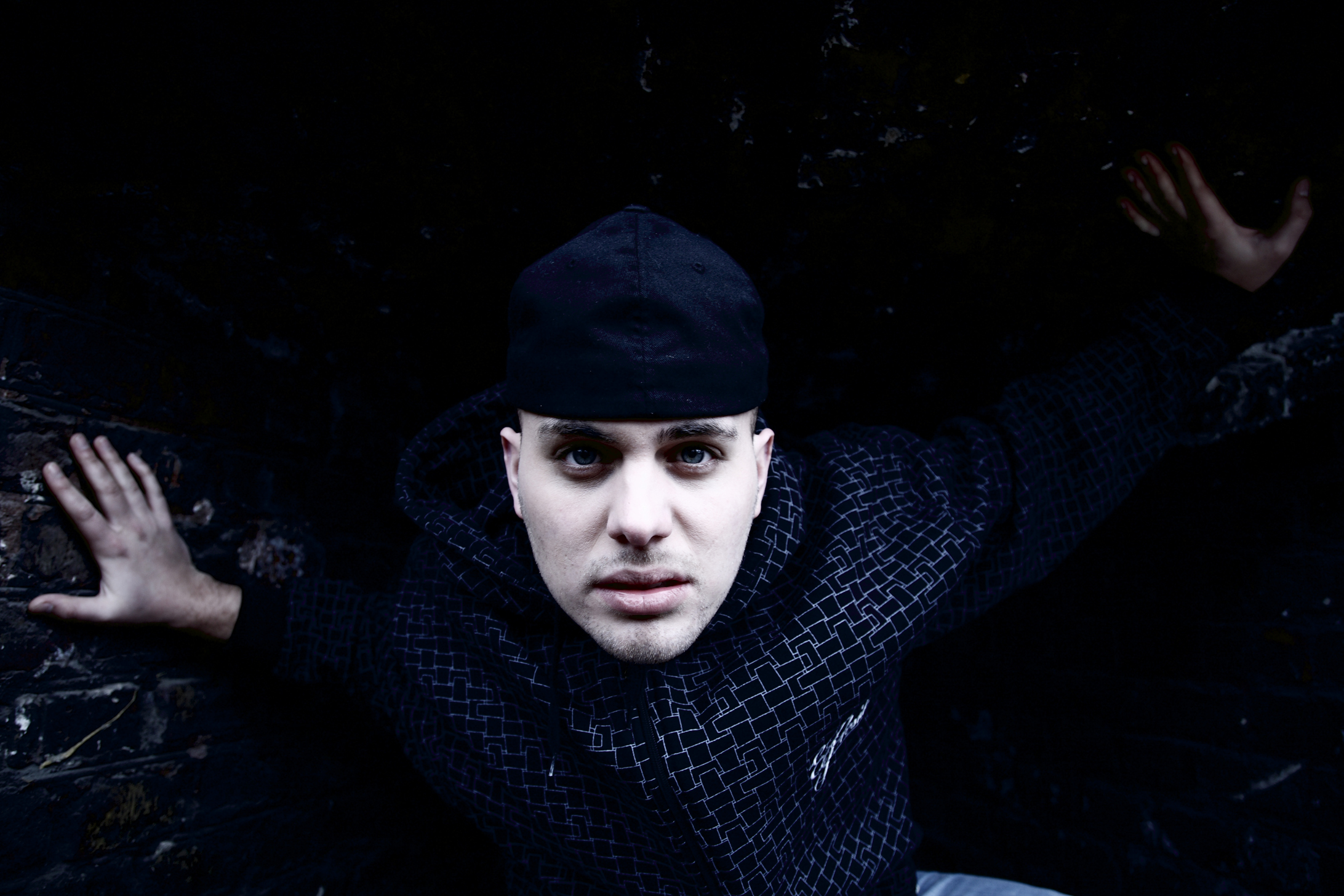
Favorite

| #   | Titel                              | Produzent                   | Länge |
| --- | ---------------------------------- | --------------------------- | ----- |
| 1.  | FAV Zeit 2015                      | Johnny Illstrument          | 3:21  |
| 2.  | Unchipped                          | Fonty                       | 2:58  |
| 3.  | Europas wichtigster Mann           | Johnny Illstrument & Joznez | 2:58  |
| 4.  | Wanze                              | Voddi                       | 3:14  |
| 5.  | Selfmade Legenden (feat. Kollegah) | United Hustlers             | 3:23  |
| 6.  | Zweitausendfearzehn                | Johnny Illstrument & Joznez | 3:10  |
| 7.  | Hardcore Entertainment             | Johnny Illstrument & Joznez | 2:30  |
| 8.  | Gay Rap                            | Johnny Illstrument          | 3:10  |
| 9.  | Karfreitag (feat. Jason)           | Johnny Illstrument & Joznez | 2:39  |
| 10. | Regierungshelikopter               | Voddi                       | 2:52  |
| 11. | Blonde Bestie                      | Johnny Illstrument          | 2:31  |
| 12. | Ohne Grund (feat. 257ers)          | Voddi                       | 4:07  |
| 13. | White House Down                   | Voddi                       | 2:28  |
| 14. | Königtum und Kaste                 | Shuko & Freedo              | 2:41  |
| 15. | Höllenfahrt                        | Johnny Illstrument & Joznez | 3:00  |
| 16. | Alkoholproblem (feat. Lutifah)     | Voddi                       | 3:06  |

## Versionen

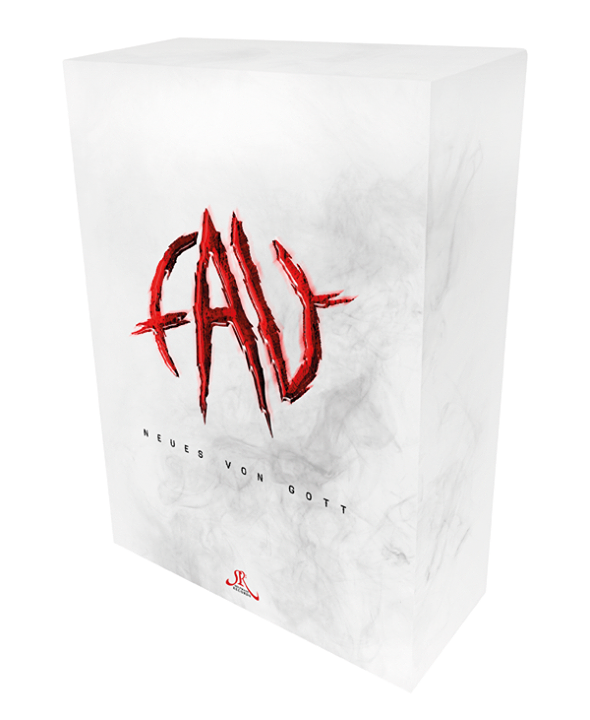
Die Limited Deluxe Box

Neues von Gott erschien als Standard Edition und iTunes Edition sowie in einer „Limited Deluxe Box“. Dabei enthält die iTunes Edition zusätzlich zu den 16 Stücken des Albums die Instrumental-Versionen der Titel. In der limitierten Box zu Neues von Gott sind ebenfalls alle Stücke mit dazugehörigen Instrumental-Versionen sowie ein T-Shirt, ein Poster und eine signierte Autogrammkarte zu finden.

## Vermarktung

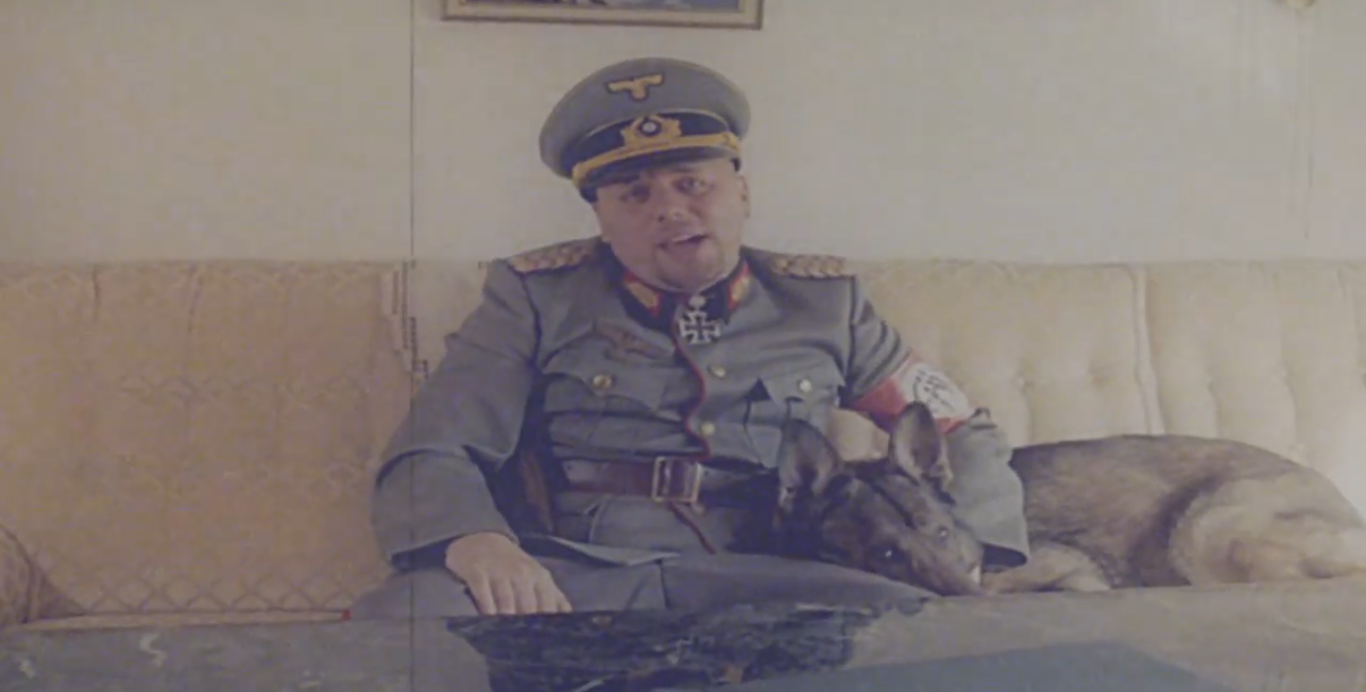
Videoausschnitt zu „Europas wichtigster Mann“

Anfang November 2014 erschien mit Europas wichtigster Mann die erste Videoauskoppelung zu Neues von Gott. In dieser trägt Favorite eine Wehrmachtsuniform und wurde in private Videoaufnahmen von Adolf Hitler eingebunden, was zum Teil auf Kritik stieß. Mitte Dezember folgte ein Video zu Selfmade Legenden. Favorite ist im Video zu Selfmade Legenden nicht zu sehen, da er kurz vor Beginn des Videodrehs wegen Verstoßes gegen seine Bewährungsauflagen verhaftet worden war. Des Weiteren wurde ein sogenanntes Split-Video zu den Liedern Zweitausendfearzehn und Unchipped produziert. Bei diesem war Daniel Zlotin für die Regie verantwortlich. Das von StreetCinema produzierte Video wurde am 14. Januar 2015 veröffentlicht.
Neben Videos erschienen im Zuge der Vermarktungsphase auch kostenlose Lieder. So wurde an Heiligabend 2014 das Stück Rohe Weihnachten veröffentlicht. Anfang Januar folgte der Song Gay Rap. Des Weiteren erschienen Snippets, in denen Lieder des Albums ausschnittsweise präsentiert werden. Neben fünf kurzen Snippets, die jeweils einen Song präsentieren, wurde einen Tag vor Veröffentlichung des Albums ein längerer Zusammenschnitt verschiedener Stücke veröffentlicht.
Das deutsche Hip-Hop-Magazin Juice widmete Favorite die Titelgeschichte ihrer März-Ausgabe 2015. Für diese nahm der Rapper eine exklusive EP unter dem Titel Dionysos auf, die am 10. Februar 2015 als Beilage zum Magazin veröffentlicht wurde. Die EP enthält die Stücke Pure Ver8ung, Neues von Gott, Mein WM-Song, Malala und Hauptquartier.

## Rezeption

### Erfolg
Neues von Gott stieg auf Platz 1 der deutschen Album-Charts ein. Damit handelt es sich um das erste Nummer-eins-Album des Rappers Favorite. Für das Düsseldorfer Label Selfmade Records stellt die Veröffentlichung nach Jung, brutal, gutaussehend 2, D.N.A., King und Boomshakkalakka das fünfte Album in Folge dar, das Platz 1 der deutschen Charts belegen konnte. In Österreich positionierte sich Neues von Gott auf Rang 4 und in der Schweiz auf Platz 12.

### Kritik
Das E-Zine Laut.de bewertete Neues von Gott mit drei von möglichen fünf Punkten. Aus Sicht des Redakteurs Simon Langemann lasse das Album den Hörer „irgendwo zwischen der Freude über derart kompromisslose Bespaßung und dem Kopfschütteln über derart leichtsinnige Talentverschwendung“ zurück. In alter „Selfmade-Manier“ stehen auch bei Neues von Gott die Reime über dem Inhalt. So zeige sich Favorite etwa in Europas wichtigster Mann in „raptechnischer Wettkampflaune“. Insgesamt lasse sich in „wesentlichen Teilen der Tracklist“ der „Spaßfaktor“ nicht absprechen. Die Produktionen des Albums spulen das „übliche Programm zwischen Snare-Rolls, Orchester-Librarys und Dre-Reminiszenzen“ ab. Eine Ausnahme bilde der „Akustikgitarren-Beat“ zu Regierungshelikopter, der an Alligatoah erinnere. Das Stück Gay Rap sei ohnehin „fade“ und durch Interview-Aussagen Favorites über Schwule „nur noch halb so witzig“.
Die Internetseite Rap.de bezeichnete Neues von Gott als das „kompromissloseste Favorite-Album bisher.“ Dabei wage der Rapper aber keine „stilistisch große[n] Neuerungen oder gar Experimente.“ Favorite polarisiere „aufgrund des eigensinnigen Flows und der Singsang-Vortragsweise [sowie] durch seinen grenzwertigen Humor.“ Mit dem Stück Gay Rap, in dem er „ausgiebig sein angeblich homosexuelles Liebesleben mit anderen Rappern“ schildere, hieve Favorite seinen Humor „nochmal auf ein neues Level.“ Dies liege vor allem daran, dass er textlich „rabiat und radikal mit dem nach wie vor gängigen Männlichkeitsbild im Rap“ breche. Die „unfassbar anstrengenden Beats“ seien dagegen laut Rap.de ein „riesiges Manko.“ Dabei zeichnen sich die Produktionen durch „synthetische Beats, deren Loops sich fast ausnahmslos in unangenehm hohen Frequenzbereichen bewegen“ aus. Obwohl die „Arrangements an sich alles andere als schlecht“ seien, klinge jeder Ton „wie einem Magix Music Maker-Starter Plugin entsprungen.“
Christian Weins von MZEE bewertet das Album eher negativ. Er schreibt, Favorite hätte „sich ruhig noch ein wenig mehr Zeit nehmen können.“ Er vertritt den Eindruck, das Endprodukt wirke „hingeklatscht“. Aus der Sicht eines Fans hat er „das Gefühl, dass auf Sparflamme oder des Geldes wegen gearbeitet wurde.“